# Аль-Меррейх (футбольный клуб, Омдурман)
«Аль-Меррейх» (араб. نادي المريخ السوداني‎) — суданский футбольный клуб из Омдурмана. Выступает в Премьер-лиге Мавритании. Основан в 1908 году под названием «Аль-Масалам», своё нынешнее название носит с 1927 года. Домашние матчи проводит на стадионе «Аль-Меррейх», вмещающем 42 000 зрителей.

## История
«Аль-Меррейх» является одним из двух сильнейших клубов Судана за всю историю. И хотя по количеству выигранных национальных первенств (23) «Красные дьяволы» заметно уступают другому гранду из Омдурмана, «Аль-Хилялю», на счету которого 32 победы, все же именно «Аль-Меррейх» является единственным представителем Судана, которому удалось хотя бы раз стать обладателем континентального трофея. В 1989 году был выигран Кубок Кубков КАФ, в финале которого «Аль-Меррейх» по сумме двух матчей обыграл нигерийский «Бендел Юнайтед» со счетом 1:0. В сезоне 2008 года клуб из Омдурмана сделал своеобразный дубль, победив и в чемпионате страны, и в девятнадцатый раз в Кубке Судана. Годом ранее «Аль-Меррейх» дошёл до финала ещё одного афрокубка — Кубка Конфедерации КАФ, где уступил тунисскому «Сфаксьену» 2:5. В сезоне-2010 «красные дьяволы» под руководством немецкого тренера Вилли Кронхардта в 20-й раз стали обладателем национального кубка.
Сезон 2024/25 команда провела в чемпионате Мавритании и заняла 6 место.

## Достижения

### Местные
- Чемпион Судана — 23 (1970, 1971, 1972, 1973, 1974 (о), 1975, 1977, 1978, 1982, 1985, 1990, 1993, 1997, 2000, 2001, 2002, 2008, 2011, 2013, 2015, 2018, 2019, 2020)[2]
- Обладатель Кубка Судана — 20 (1963, 1970, 1971, 1972, 1974, 1983, 1984, 1985, 1986, 1988, 1991, 1993, 1994, 1996, 2001, 2005, 2006, 2007, 2008, 2010, 2012, 2013, 2014, 2015, 2018)

### Международные
- Кубок обладателей Кубков КАФ
  - Победитель: 1989
- Кубок Конфедерации КАФ
  - Финалист: 2007